# Ruffle
Ruffle是一個免費的開源Flash模擬器，用於播放Adobe Flash（SWF）動畫檔案。
2021年1月，Adobe Flash Player被棄用和停用後，一些網站採用了Ruffle，以允許用戶持續查看舊版Flash內容。

## 歷史
2016年，迈克·威尔士（Mike Welsh）開啟一个名为Fluster的项目。后来改名为Ruffle。
由於Adobe Flash Player在2019年至2020年之间逐步關閉，一些网站宣布将啟用Ruffle。例如Newgrounds就宣布，所有的Flash嵌入代码将被替换成Ruffle。

## 特色
Ruffle採用Rust程式語言編寫，具有桌面和Web用戶端軟體，可以用來執行Flash程式。網站可以使用JavaScript載入Ruffle來執行 Flash應用程式，或者透過瀏覽器安裝Ruffle擴充套件來使用。
Web用戶端將Rust程式碼編譯為WebAssembly來執行，運作於沙箱內，與存在各種記憶體安全問題而臭名昭著的Flash Player相比，這是一個顯著的改進。 Rust語言本身可以防止困擾Flash Player的常見記憶體安全問題，像是緩衝區溢位。
桌面用戶端軟體使用圖形使用者介面來開啟SWF檔案，可在Windows、macOS 和Linux上運作。
截至2024年8月，Ruffle對舊版Flash內容已經達到了95%的語言功能和78%的API功能，這些內容使用ActionScript1.0和2.0兩種版本。而對 ActionScript 3.0的支援則達到了達到了95%的語言功能和 76%的API功能。Bleeping Computer在一篇文章中報告稱，他們在2021年2月嘗試的所有Flash遊戲「運行完美」。

## 外部鏈接
- 官方网站
- GitHub上的ruffle頁面
- Ruffle Web Demo
- GitHub上的Ruffle Desktop Client
- GitHub上的Ruffle Web Client